# Malawi i olympiska sommarspelen 1992
Malawi deltog i de olympiska sommarspelen 1992 med en trupp, men ingen av landets deltagare erövrade någon medalj.

## Friidrott
Herrarnas 800 meter
- Francis Munthali
  - Heat — 1:56,69 (→ gick inte vidare)

Herrarnas 10 000 meter
- John Mwathiwa
  - Heat — 29:54,26 (→ gick inte vidare)

Herrarnas maraton
- Smartex Tambala — 2:29,02 (→ 63:e plats)

Damernas 800 meter
- Prisca Singano
  - Heat — 2:20,84 (→ gick inte vidare)